# SZU BDe 556.51
De BDe 4/4, later Be 4/4 was een elektrisch treinstel bestemd voor het regionaal personenvervoer van de Sihltal-Zürich-Uetliberg-Bahn (SZU).

## Geschiedenis
Het treinstel werd door Schweizerische Wagon- und Aufzugfabrik (SWS) en Maschinenfabrik Oerlikon (MFO) ontwikkeld en gebouwd voor Sihltal-Zürich-Uetliberg-Bahn (SZU).
In 2004 werden de Be 576 513 en Be 576 514 afgevoerd. De Be 576 513 en Bt 912 werd voor de Chemin de fer Orbe-Chavornay (OB) omgebouwd als BDe 557 615 en Be 576 514 diende hierbij als onderdelen leverancier.

## Constructie en techniek
Het treinstel bestaat uit een motorwagen met een stuurstand. Deze motorwagen is permanent gekoppeld met een stuurstandrijtuig voorzien van een stuurstand.

### Nummers
De treinen Be 13 en 14 werden later vernummerd in Be 576 513 en Be 576 514

## Treindiensten
De treinen worden door de Sihltal-Zürich-Uetliberg-Bahn (SZU) ingezet op het traject:
- Zürich HB - Uetliberg

## Foto's

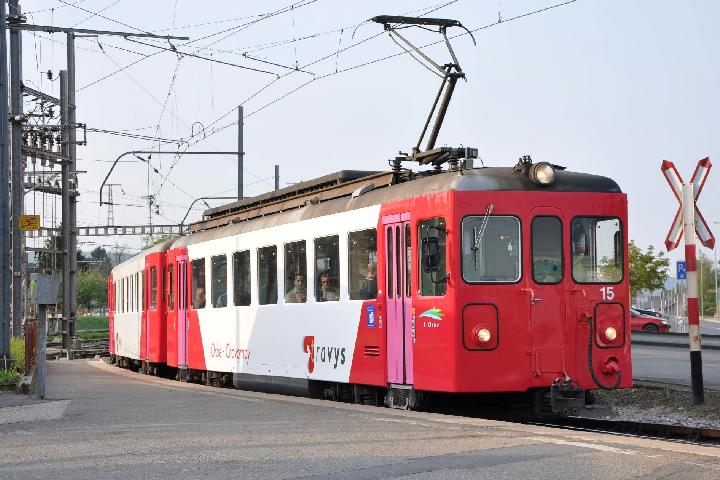
BDe 4/4 15 L'Orbe en Bt 51 La Sihl in 2009 te Chavornay